# Grenier de Monsieur
Grenier de Monsieur (en occitano: Granièr de Monsenhor), también conocido como Grenier des Évêques, es una edificación del siglo XV ubicada en la plaza de la iglesia de Salles-Curan, en la Región de Occitania, Francia. El edificio está catalogado por su valor histórico y arquitectónico como Monumento histórico de Francia desde 1928 por la Fondation du patrimoine.

## Historia
Construido alrededor de 1460, en el siglo XV, debe su nombre, Grenier de Monsieur , que significa "granero de Monseñor" o Grenier des Évêques, "granero de los obispos",  al uso que dio el obispo, en calidad de dueño temporal de las tierras, quien en esa época recibía y almacenaba parte de la cosecha de cereales.
El edificio, que terminó siendo de titularidad privada, fue comprado por el ayuntamiento de Salles-Curan y a inicios de 2013 empezó su restauración, protegiendo la estructura interior que corría peligro por las filtraciones de agua de la lluvia. También se restauró las fachadas y su gran bóveda, con trabajos de mampostería, yeso y ebanistería. Además del primer objetivo de protección del edificio, el ayuntamiento de Salles-Curan adaptó su interior para darle un uso público, creando un museo en honor al aguafuertista oriundo de esta localidad, Eugène Viala, una biblioteca municipal y sala para eventos culturales y proyecciones en su bóveda, con capacidad para 100 personas.

## Arquitectura
El edificio, de planta cuadrada y construcció sobria, tiene cuatro niveles. La puerta principal, tachonada, se sitúa a medio metro, siendo necesario una pequeña escalinata de 4 escalones para acceder, enmarcada por jambas y un arco escarzano con cinco dovelas. La simplicidad de la puerta principal contrasta con la puerta de la calle « Rue del Peyral », por sus relieves y el contraste entre las grandes jambas y el recubrimiento con piedra de la fachada lateral. Las ventanas de las estancias principales, de estilo renacentista, están divididas en cuatro partes y constan de rejillas de forja. Destaca especialmente la ventana esquinera, entre la fachada principal y la calle « Rue del Peyral », siendo uno de sus puntos exteriores más característicos.

En su interior, consta de varias estancias y una gran bóveda, anteriormente usada para almacenar la cosecha que los campesinos tenían que pagar al obispo.

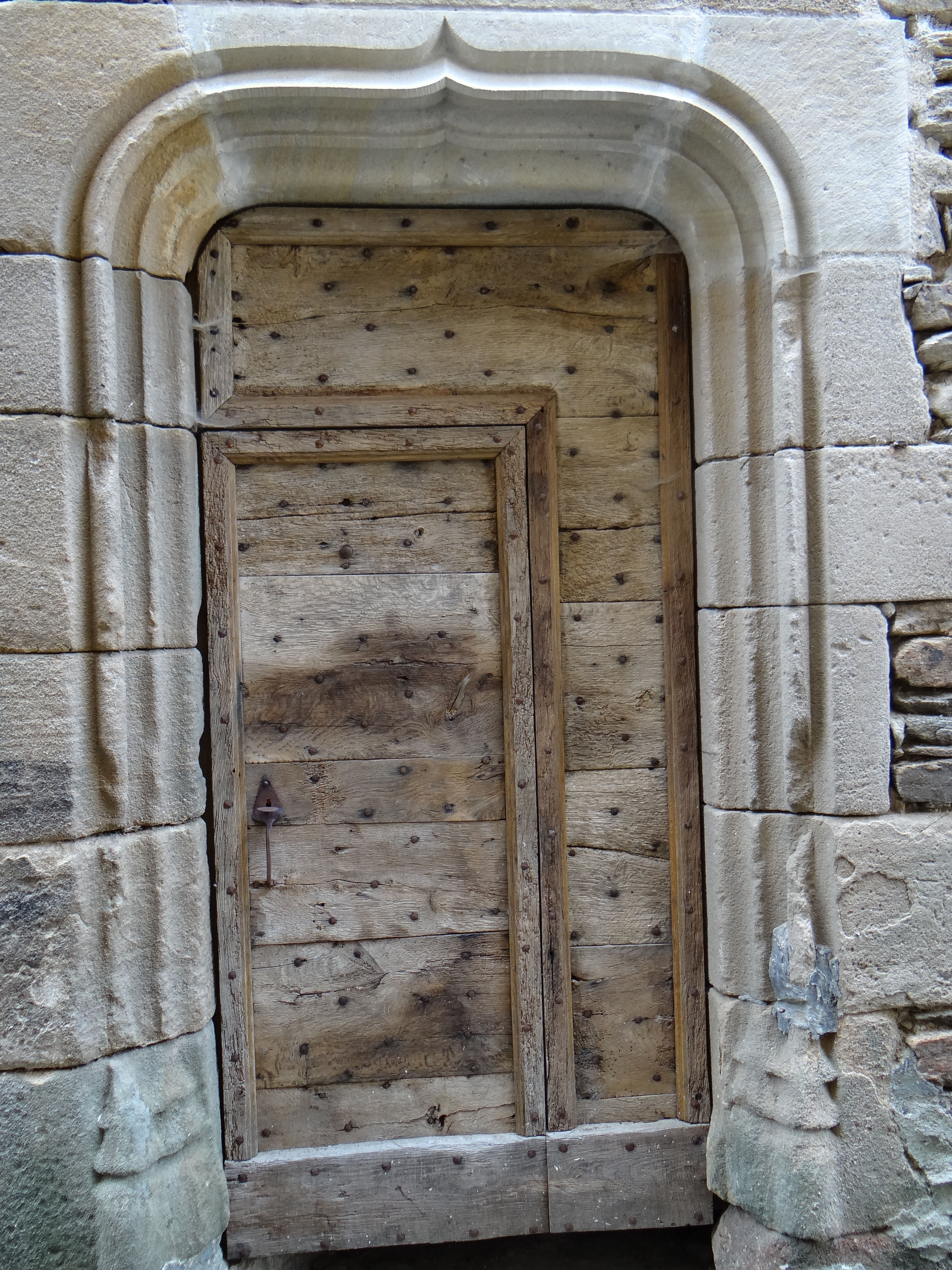
Puerta de la calle Peyral
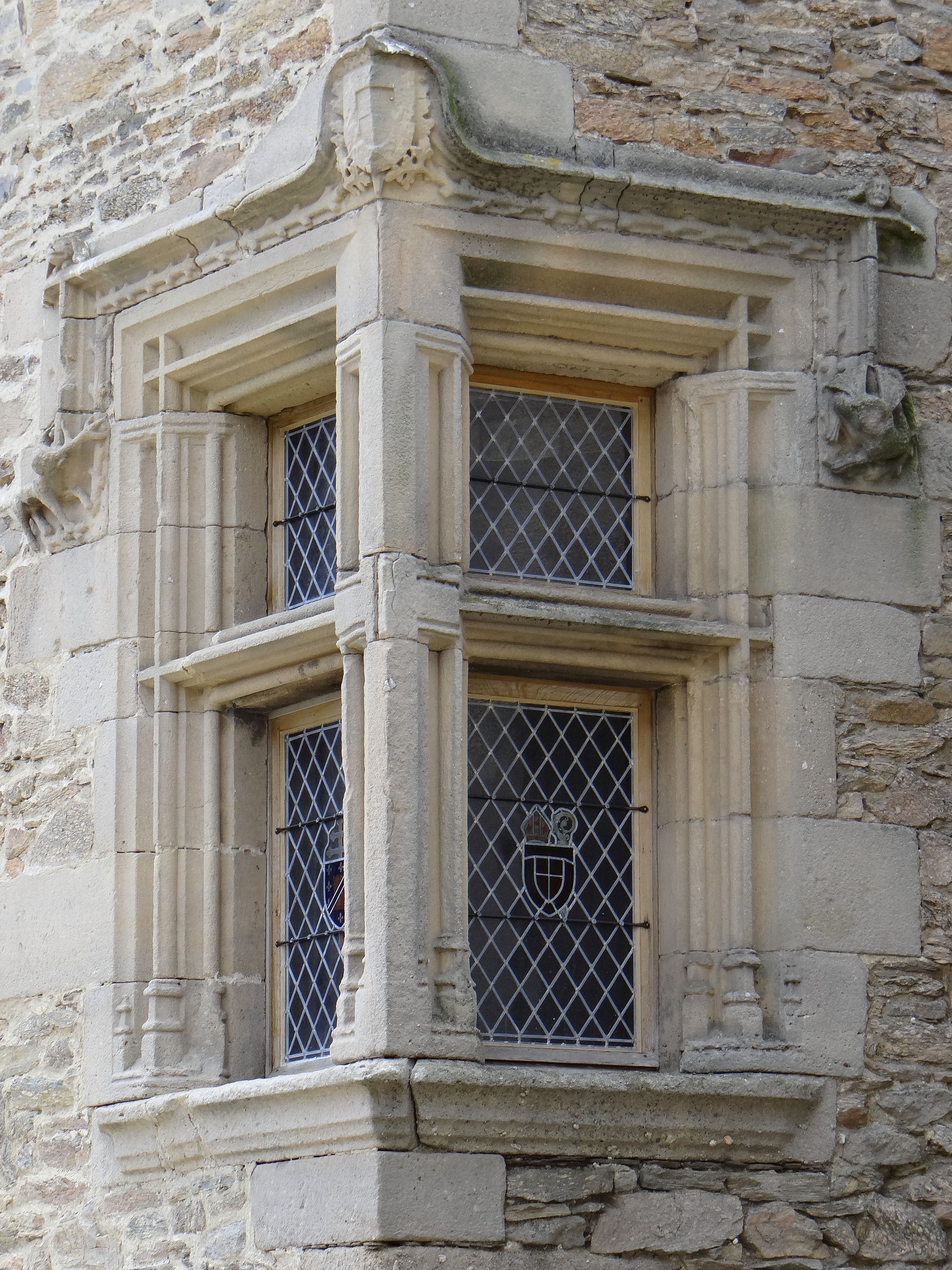
Ventana esquinera en la fachada principal
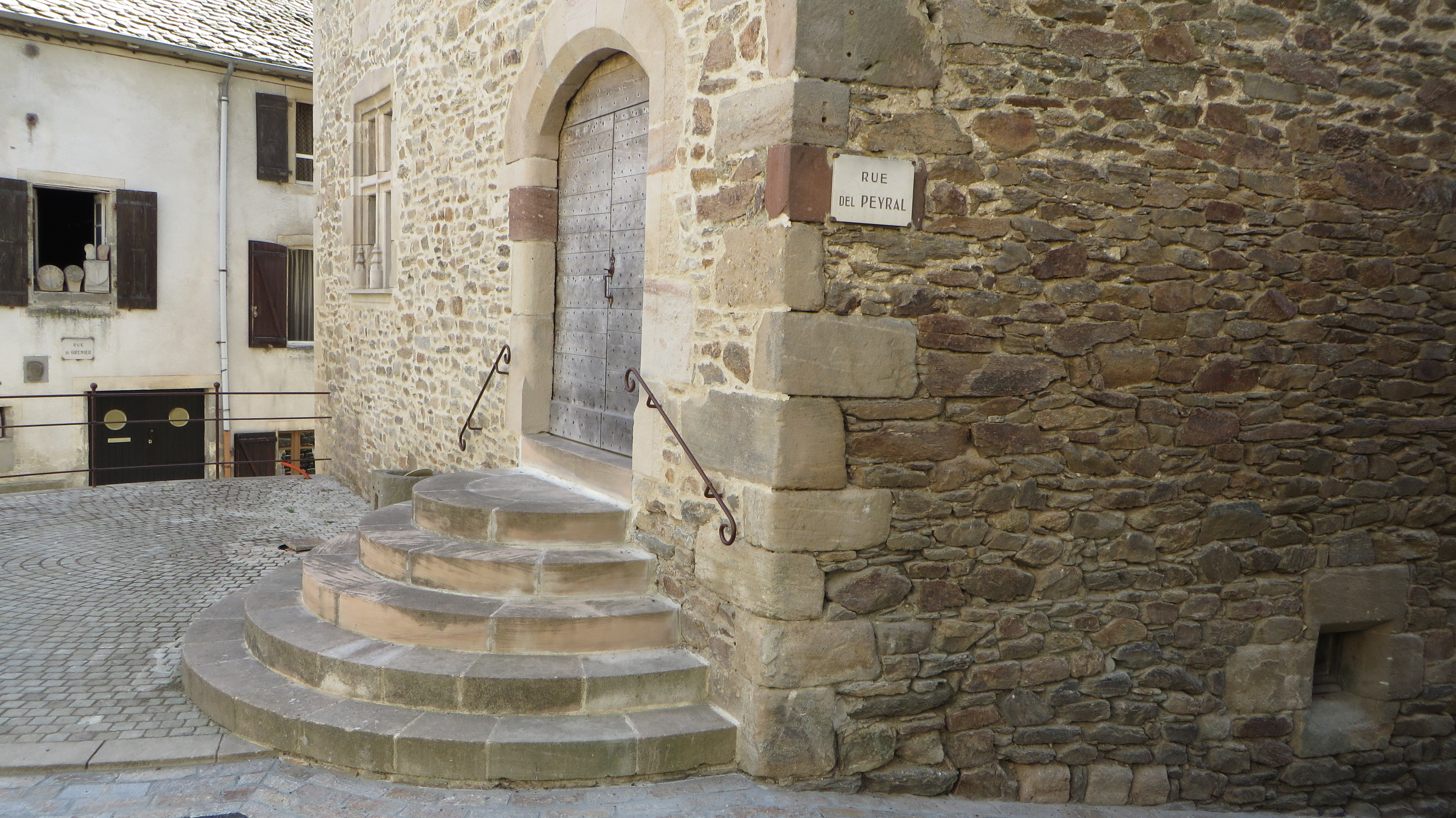
Escalinata de la entrada principal